# Derbiul Argeșului
Derbiul Argeșului este un termen folosit pentru a descrie rivalitatea fotbalistică dintre două echipe din județul Argeș, România: FC Argeș Pitești și CS Mioveni. Această rivalitate a luat naștere din apropierea geografică a celor două orașe și din tradițiile fotbalistice ale celor două echipe.

## Contextul istoric
FC Argeș Pitești, fondată în 1953, este una dintre cele mai renumite echipe de fotbal din România, având în palmares două titluri de campioană națională, câștigate în sezoanele 1971-1972 și 1978-1979. Clubul a fost cunoscut în special pentru perioada sa de glorie din anii '70, când echipa era condusă de Nicolae Dobrin, unul dintre cei mai mari fotbaliști români din toate timpurile.
Pe de altă parte, CS Mioveni, fondat în 2000, este un club mai tânăr, dar care a crescut în popularitate în ultimele decenii, reușind să promoveze în Liga I. Mioveni a evoluat constant în competițiile naționale, atât în Liga I, cât și în Liga a II-a.

## Caracteristicile rivalității
Deși nu este la fel de cunoscută sau de intensă precum alte rivalități din fotbalul românesc, cum ar fi Eternul derby între Steaua și Dinamo, Derbiul Argeșului are o semnificație specială pentru fanii locali. Rivalitatea dintre FC Argeș și CS Mioveni este alimentată de factori geografici și socio-economici. Pitești este reședința județului Argeș și un oraș cu o istorie fotbalistică bogată, în timp ce Mioveni este un oraș mai mic, dar în creștere, cunoscut și pentru uzina de autoturisme Dacia.
Această rivalitate a devenit mai vizibilă odată cu creșterea în performanță a echipei CS Mioveni, care a început să provoace echipa mai consacrată din Pitești. Meciurile dintre cele două echipe sunt întotdeauna foarte disputate și atrag un interes considerabil în județ.

## Atmosfera și fanii
Fanii celor două echipe joacă un rol important în amplificarea acestei rivalități. Suporterii FC Argeș, care au o tradiție lungă în susținerea echipei, sunt cunoscuți pentru loialitatea lor față de club, în timp ce fanii CS Mioveni au devenit din ce în ce mai pasionați pe măsură ce echipa lor a avansat în competiții.
Atmosfera de la meciurile derbiului este de obicei electrizantă, iar stadionul se umple de suporteri care își încurajează echipele cu steaguri, cântece și coregrafii impresionante. Chiar dacă această rivalitate este mai mică în comparație cu derbiurile din orașele mari ale României, are o importanță culturală și sportivă semnificativă pentru județul Argeș.

## Impact și relevanță
Derbiul Argeșului nu doar că pune în valoare tradiția fotbalistică a județului, dar are și un impact economic și social. Meciurile dintre cele două echipe atrag un număr mare de spectatori și contribuie la promovarea fotbalului local, încurajând tinerii să se implice în sport.
De exemplu, în sezonul 2022-2023 din Superliga României, unul dintre cele mai remarcabile meciuri s-a încheiat cu un spectaculos 2-2 la Pitești, cu FC Argeș conducând cu 2-0, dar fiind egalată pe final de CS Mioveni. În Liga a II-a, sezonul 2023-2024, un alt meci notabil s-a încheiat cu 0-0, ambele echipe având șanse importante, dar fiind împiedicate de ghinion și lipsa de inspirație.
Deși derby-ul nu are anvergura unor mari rivalități naționale, pentru suporterii celor două echipe, fiecare confruntare este un prilej de mândrie locală, iar meciurile sunt disputate cu multă intensitate pe teren și în tribune.